# Loleatta Holloway
Loleatta Holloway (5. november 1946 i Chicago – 21. marts 2011) var en amerikansk disco-sangerinde. Hun blev kendt op gennem 70'erne og 80'erne for hitsingler som "Only You", "Hit and Run" og "Catch Me on the Rebound", mens hendes vel nok mest kendte sang er "Love Sensation" der gik ind som #1 på dance-hitlisten i USA. Sangen er siden blev samplet adskille gange, bl.a. af gruppen Black Box på "Ride on Time" (1989) der var den bedst-sælgene single i Storbritannien dette år.

## Diskografi
- Loleatta (Aware, 1973)
- Cry To Me (Aware, 1975)
- Loleatta (Gold Mind, 1976)
- Queen of the Night (Gold Mind, 1978)
- Loleatta Holloway (Gold Mind, 1979)
- Love Sensation (Gold Mind, 1980)